# Exetastes bilineatus
Exetastes bilineatus là một loài tò vò trong họ Ichneumonidae.